# Тешейра, Давид
Се́сар Дави́д Теше́йра То́ррес (исп. Cesar David Texeira Torres; 27 февраля 1991, Сальто) — уругвайский футболист, нападающий.

## Биография
Тешейра начал карьеру в клубе «Дефенсор Спортинг», в молодёжной команде которого воспитывался. На взрослом уровне дебютировал 28 февраля 2010 года в игре чемпионата Уругвая против «Рамплы Хуниорс» (2:1). В том же году Тешейра стал выступать за молодёжную сборную Уругвая.
В сезоне 2010/11 Тешейра сыграл уже 17 матчей в Примере, в которых отметился 7 забитыми голами в ворота соперников. В начале сезона 2011/12 молодого игрока приобрёл нидерландский клуб «Гронинген», и за новую команду он дебютировал 11 сентября того же года.
Тешейра в составе молодёжной сборной Уругвая участвовал в чемпионате мира среди молодёжных команд 2011.
В январе 2012 года в СМИ появилось сообщение об интересе к Давиду со стороны английского клуба «Ливерпуль», в котором уже выступали соотечественники Тешейры — игроки основной сборной Луис Суарес и Себастьян Коатес.
21 февраля 2014 года Тешейра перешёл в клуб MLS «Даллас», подписав контракт в качестве молодого назначенного игрока. В американской лиге дебютировал 16 марта в матче против «Спортинга Канзас-Сити», заменив на 78-й минуте Мауро Диаса. 12 апреля в матче против «Сиэтл Саундерс» забил свой первый гол в MLS. По окончании сезона 2015 «Даллас» не стал продлевать контракт с Тешейрой.
24 сентября 2021 года Тешейра подписал контракт с клубом Лиги один ЮСЛ «Чаттануга Ред Вулвз». Дебютировал за «Ред Вулвз» 2 октября в матче против «Ричмонд Кикерс». 23 февраля 2022 года Тешейра перезаключил контракт с «Чаттануга Ред Вулвз» на второй сезон с клубом.